# Марко Челебић
Марко Челебић (Нови Сад, 1995) српски је позоришни редитељ.

## Биографија
Дипломирао позоришну и радио режију на Факултету драмских уметности у Београду, у класи професора Душана Петровића и асистенткиње Ане Томовић.
Добитник је награде „Др Хуго Клајн” за најбољег студента позоришне режије у својој генерацији.
На Факултету драмских уметности је ангажован као демонстратор код професора Даријана Михајловића (предмет Позоришна режија и медији).
Од 2019. он је уредник програма у Омладинском позоришту ДАДОВ.

## Театрографија
- „Реално, што да не?” (Театар Вук, Београд, 2019)
- „Када причамо о љубави, да ли причамо” (Филип Грујић; ДАДОВ, Београд, 2019)
- „Четири годишња доба” (Антонио Вивалди, драматург Ђорђе Косић; ДАДОВ, 2020)
- „Велика депресија“ (Филип Грујић, Српско народно позориште 2020)[4][5]
- „Бомбона (Филип Грујић, ДАДОВ, Београд, 2021)